# I Stand
I Stand ist ein Lied der tschechischen Sängerin Gabriela Gunčíková aus dem Jahr 2016. Geschrieben wurde es von Christian Schneider, Sara Biglert und Aidan O’Connor. Gunčíková hat damit Tschechien beim Eurovision Song Contest 2016 in Stockholm vertreten und erreichte einen 25. Platz im Finale.

## Hintergrund
I Stand wurde in einer internen Auswahl des nationalen Fernsehsenders Česká televize (ČT) und einer fünfköpfigen Expertenjury als tschechischer Vertreter beim Eurovision Song Contest ausgewählt. Die Entscheidung wurde am 10. März 2016 bekanntgegeben. Am Tag darauf wurde das zugehörige Musikvideo veröffentlicht. Mit dem Lied ist Gabriela Gunčíková beim Eurovision Song Contest im ersten Semifinale mit der Startnummer 10 angetreten. Zum ersten Mal in der Geschichte des ESC konnte Tschechien sich zum ersten Mal für das Finale qualifizieren. Im Finale belegte sie dann jedoch einen vorletzten Platz mit 41 Punkten.

## Chartplatzierungen

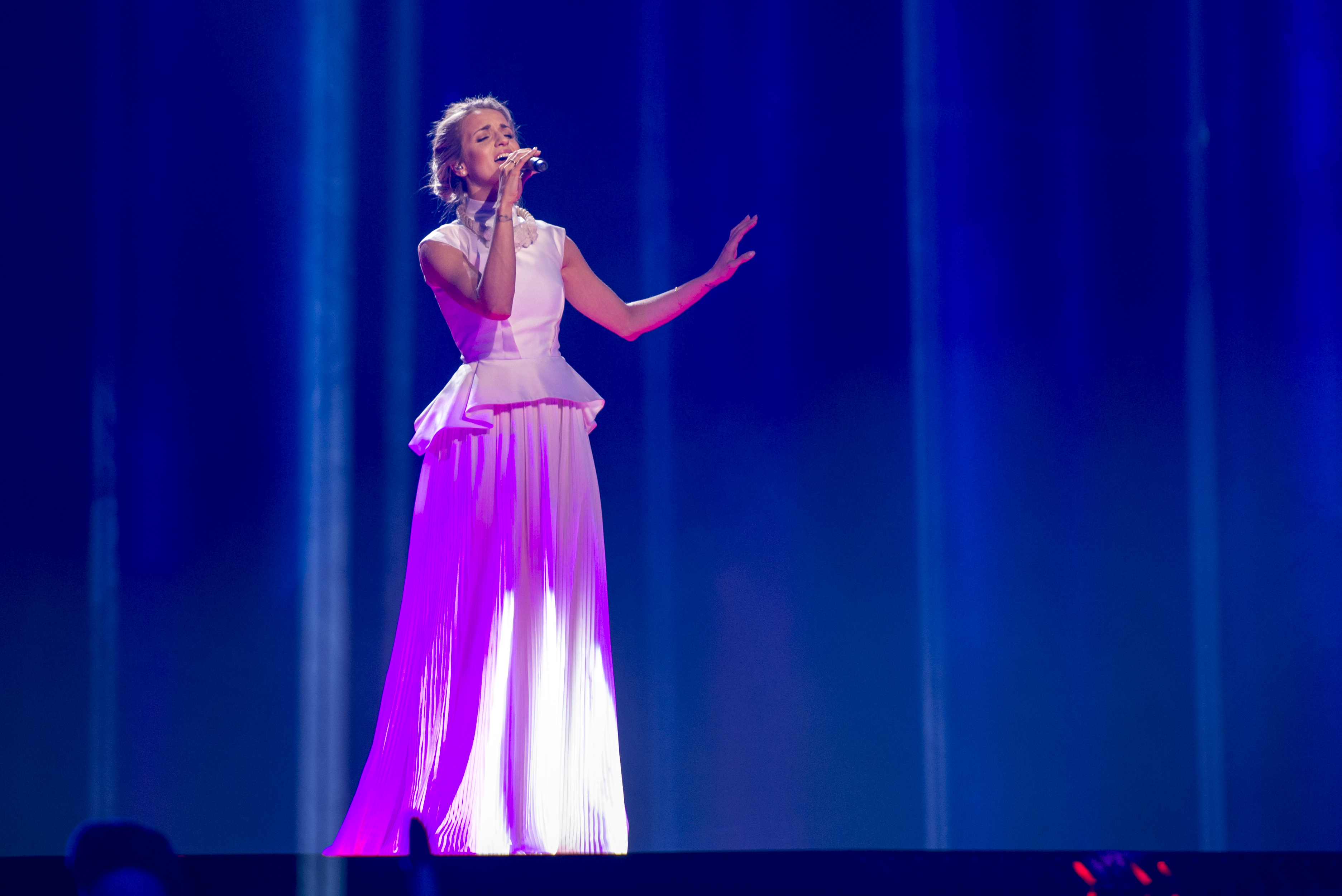
Gabriela beim Eurovision Song Contest 2016

| ChartsChartplatzierungen | Höchstplatzierung | Wochen |
| ------------------------ | ----------------- | ------ |
| Tschechien (IFPI)        | 48 (1 Wo.)        | 1      |

## Sonstiges
- Im Finale wurde sie von den internationalen Jurys auf Platz 21 von 26 gehandelt, während sie beim Televoting mit keinem einzigen Punkt Letzte wurde.
- Es ist das erste Mal überhaupt, dass sich Tschechien für das Finale qualifizieren konnte.
- Die Komposition ist im 6/8-Takt geschrieben.